# Louise Lorraine

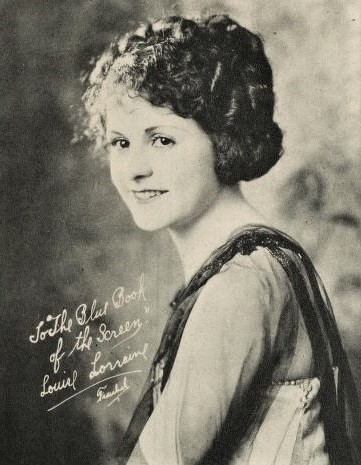
Louise Lorraine (Fotografie von Jack Freulich, 1923)

Louise Lorraine (* 1. Oktober 1904 in San Francisco, Kalifornien als Louise Escovar; † 2. Februar 1981 in New York City) war eine US-amerikanische Schauspielerin.

## Leben
Louise Lorraine wuchs mit ihrer verwitweten Mutter und fünf Geschwistern in Los Angeles auf, wo sie zufällig von einem Vertreter für Fotografien entdeckt wurde, als sie diesem die Türe öffnete. Durch seine Kontakte zu Filmstudios erhielt Lorraine nach anfänglichen Bedenken ihrer Mutter 1920 ihre erste Filmrolle. Nach mehreren Produktionen für verschiedenen Studios stand sie erst für Metro-Goldwyn-Mayer, dann für Universal Studios vor der Kamera. Bekanntheit erlangte sie vor allem durch Abenteuer-Serials wie The Radio King und With Stanley in Africa, die beide 1922 erschienen. Im Jahr zuvor verkörperte sie im Abenteuerfilm The Adventures of Tarzan als dritte Darstellerin die Rolle der Jane in einer Tarzan-Verfilmung.
Ebenfalls 1922 wurde Lorraine zu einem der WAMPAS Baby Stars gekürt, denen man eine besonders erfolgreiche Karriere in Hollywood vorhersagte. Nach dem Ende der Stummfilmära neigte sich ihre Laufbahn jedoch dem Ende zu. Lorraine spielte in lediglich fünf Tonfilmen mit, ehe sie nach der Geburt ihres ersten Kindes 1932 ihre Karriere als Schauspielerin beendete.
Louise Lorraine war zweimal verheiratet. Ihre erste Ehe mit dem Schauspieler Art Acord wurde 1928 geschieden. Ihre zweite Ehe mit Chester J. Hubbard hielt bis zu dessen Tod im Jahr 1963 an. Das Paar hatte zwei gemeinsame Kinder. Lorraine starb am 2. Februar 1981 im Alter von 76 Jahren in New York. Sie wurde auf dem Forest Lawn Memorial Park in Hollywood bestattet.

## Filmografie (Auswahl)
- 1920: Elmo the Fearless (Verschollen)
- 1920: The Flaming Disc
- 1921: The Adventures of Tarzan
- 1921: The Fire Eater
- 1922: With Stanley in Africa (Verschollen)
- 1922: Headin’ West
- 1922: Up in the Air About Mary
- 1922: The Radio King (Verschollen)
- 1922: The Altar Stairs
- 1923: The Gentleman from America
- 1923: The Oregon Trail (Verschollen)
- 1925: The Great Circus Mystery
- 1925: Borrowed Finery
- 1925: Three in Exile
- 1926: The Stolen Ranch
- 1926: Exit Smiling
- 1926: The Blue Streak
- 1926: The Silent Flyers
- 1927: Legionnaires in Paris
- 1927: Winners of the Wilderness
- 1927: Rookies
- 1928: Baby Mine
- 1928: Zirkus-Babys (Circus Rookies)
- 1928: A Final Reckoning
- 1928: Chinatown Charlie
- 1928: Shadows of the Night
- 1929: The Diamond Master (Verschollen)
- 1930: Near the Rainbow’s End
- 1930: The Jade Box
- 1932: Moonlight and Cactus (Kurzfilm)